# 北美香柏
北美香柏（学名：Thuja occidentalis）是柏科崖柏属的植物。分布于原产北美以及中国大陆的上海、庐山、南京、武汉、青岛等地，目前已由人工引种栽培。

## 别名
香柏（通用名），美国侧柏（中国树木分类学），黄心柏木（中国木材学）